# Tetracis montanaria
Tetracis montanaria là một loài bướm đêm thuộc họ Geometridae. Chúng chỉ xuất hiện ở đông nam Arizona. Nó được tìm thấy trong rừng dương lá rung, cây lá kim trên độ cao giữa 2.440 và 2.715 mét.
Chiều dài cánh trước là 22–25 mm. Con lớn mọc cánh vào đầu tháng 10 (và có thể là cuối tháng 9).